# Hypocrita dichroa
Hypocrita dichroa är en fjärilsart som beskrevs av Jacob Hübner 1807. Hypocrita dichroa ingår i släktet Hypocrita och familjen björnspinnare. Inga underarter finns listade i Catalogue of Life.